# Aparajito
Aparajito (conosciuto anche come L'invitto) è un film del 1956 diretto da Satyajit Ray.
L'opera, considerata tra i più grandi lavori del cinema indiano, fa parte della trilogia di Apu, costituendone la seconda parte. La prima era Il lamento del sentiero del 1955 (esordio sul grande schermo da parte di Ray) e la terza Il mondo di Apu, uscito nel 1959.
Tutti e tre sono tratti dal romanzo Pather Panchali di Bibhutibhushan Bandopadhyay che, sfruttando le vicende del protagonista Apu, dipingeva un realistico affresco dell'India nei primi anni del Novecento.

## Trama
Dopo la morte del padre, Apu si trasferisce con la madre a Benares. Qui cresce e matura, tra le mille difficoltà di Sarbojaya che da sola deve mantenerlo a causa della scomparsa del coniuge Harithar.
Dopo aver fatto ritorno nella vecchia casa Apu, oramai maturo e consapevole del suo destino, decide di intraprendere la via dello studio che lo porterà a frequentare l'università a Calcutta. Mentre si trova nella metropoli indiana le condizioni di salute della madre si aggravano: tardivo si rivelerà il suo viaggio verso la casa materna, per salutare il genitore un'ultima volta.

## Riconoscimenti
Aparajito è molto apprezzato dalla critica. A testimonianza di ciò va citata la vittoria del Leone d'Oro al miglior film, assegnato durante la 18ª Mostra internazionale d'arte cinematografica di Venezia.
Inoltre, nel 1959 il National Board of Review of Motion Pictures l'ha inserito nella lista dei migliori film stranieri dell'anno.
- 1957 - Mostra internazionale d'arte cinematografica
  - Leone d'Oro al miglior film

## Edizioni Home Video
Seconda parte della "Trilogia di Apu", insieme a Il lamento sul sentiero e Il mondo di Apu. Sul mercato italiano sono uscite due edizioni Home-Video del film in Dvd. La prima venne distribuita da Enjoy Movies/Koch Media.